# نظام متكيف
النظام المتكيف  هو نظام قادر على تكييف سلوكه تبعا للتغيرات في محيطه، أوفي أجزاء من النظام نفسه.الإنسان مثلا، هو بالتأكيد، نظام متكيف. وكذلك هي المنظمات والعائلات.

## نظر أيضا
- تحكم متكيف